# Parlevinkerbrug
De Parlevinkerbrug (brug 971) is een bouwkundig en artistiek kunstwerk in Amsterdam-Noord.

## Brug
Deze vaste brug komt in de vorm van een viaduct. Bij de verlenging van de IJdoornlaan vanaf het Noordhollandsch Kanaal koos de gemeente voor de optie die laan aan te leggen op een dijklichaam. Dit was terug te voeren op de gewenste gescheiden verkeersstromen (langzaam verkeer onder en snel verkeer boven). Ter plaatse liep het Parlevinkerpad, dat alleen voor voetgangers en fietsers is bestemd. Dat pad is circa 700 meter lang en loopt grotendeels door een groenstrook in de Banne Buiksloot, een situatie die sterk doet denken aan de voet- en fietspaden die op maaiveldniveau Amsterdam-Zuidoost doorsnijden.
Door de kruising tussen laan en pad ongelijkvloers aan te leggen ontstond er een vrije verbinding tussen twee buurten in de Banne Buiksloot. Architect Dirk Sterenberg en de Dienst der Publieke Werken ontwierpen voor die verlenging een aantal bruggen met brugnummers rond 970. Zo ook dus dit kunstwerk. Sterenbergs ontwerpen zijn in te delen in losse bruggen en bruggen ontworpen in series. De Parlevinkerbrug is er één van minstens twee, de Statenjachtbrug (brug 967) is de andere. Daar waar die brug gele balustrades kreeg, zijn zie bij deze brug blauw.
De brug werd na herontwikkeling van het gebied ten zuiden van het viaduct bijna geheel ingeklemd tussen gebouwen, daar waar de noordzijde direct aansluit op de genoemde groenstrook. De brug ging jarenlang naamloos door het leven. In 2018 besloot de gemeente de brug te vernoemen naar het onderliggende pad, op zich weer vernoemd naar de term parlevinker binnen de scheepvaart.

## Kunst
Het viaduct is 23 meter breed en dat zorgt voor onvoldoende daglicht onder de overspanning. Dit werd deels opgevangen door aangebracht verlichting, maar toch zorgden de kleurstellingen voor een onveilig gevoel. Ter bestrijding van dat gevoel werden beide landhoofden voorzien van beschilderingen. De schildering is aangebracht door Noordside en United Painting. Ze maakten een schildering met gezichtsbedrog. De taluds naar de landhoofden werden opgevuld door zeshoekige betonnen paaltjes op het zand. Ze werden zodanig beschilderd alsof het lijkt of ze vierkant zijn.

## Afbeeldingen

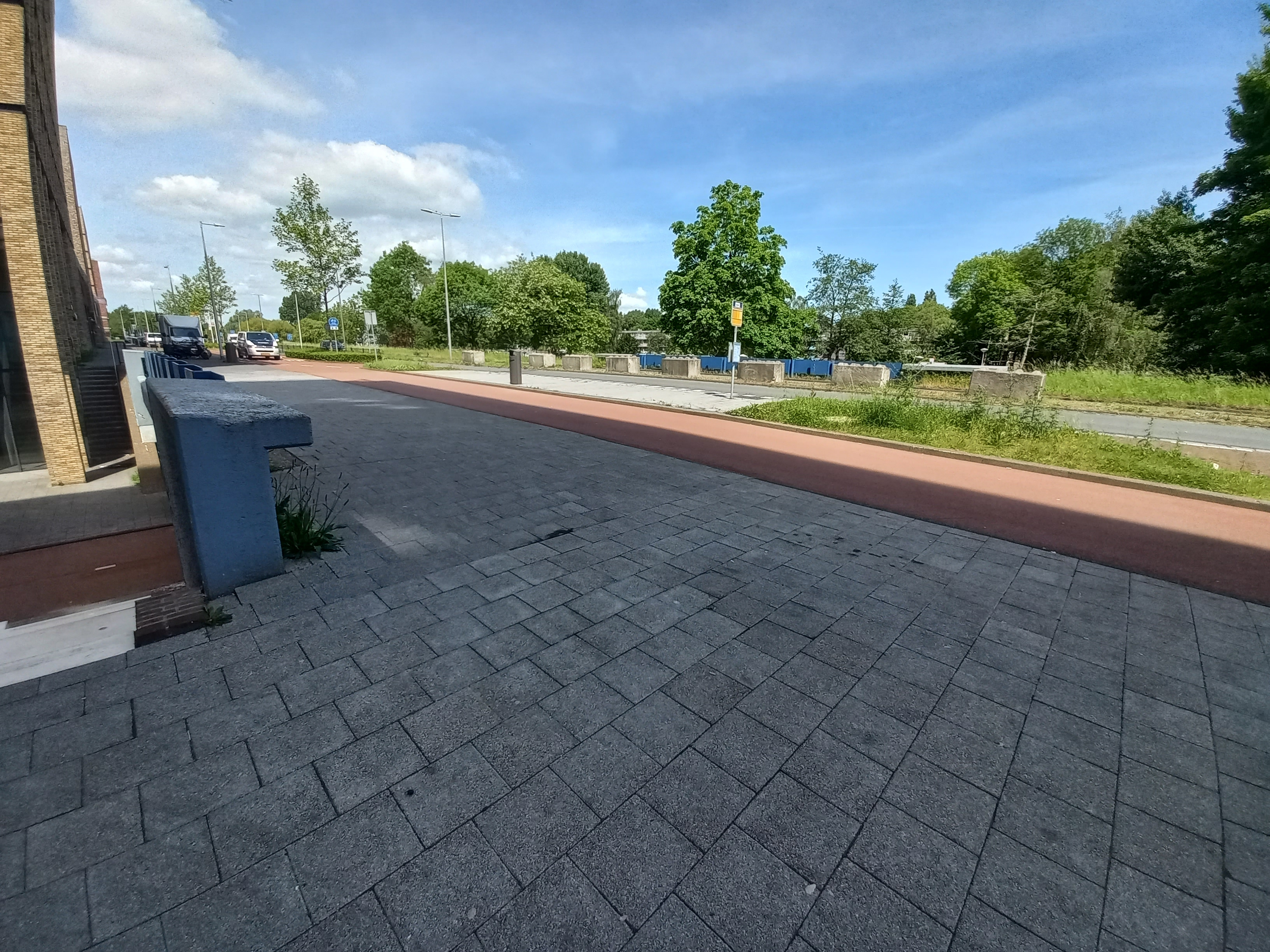
Overzicht over de brug (mei 2022)

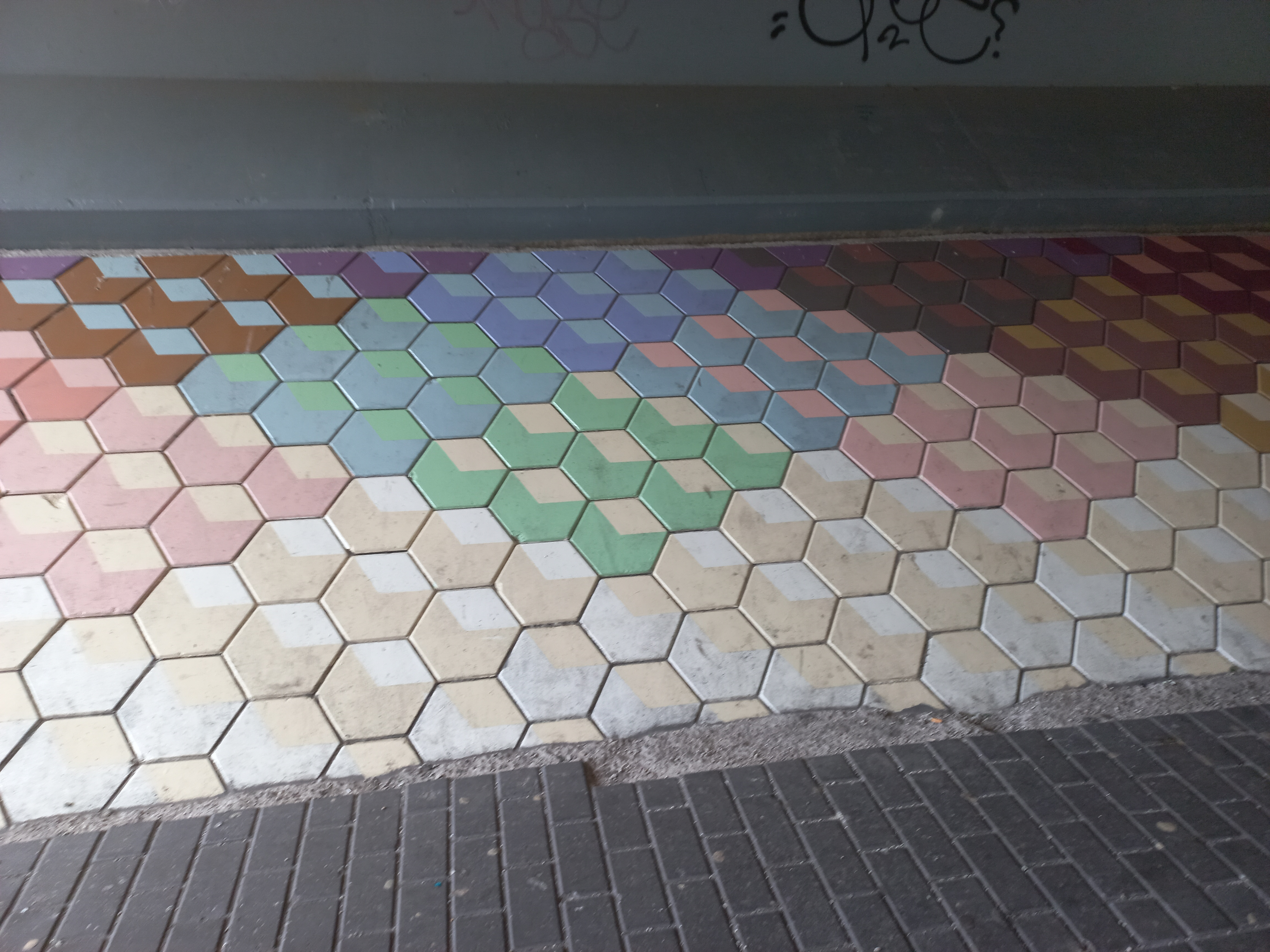
Kunstwerk (mei 2022)

<<< · 900 · 901 · 904 · 905 · 906 · 907 · 908 · 909 · 912 · 913 · 914 · 915 · 916 · 917 · 918 · 919 · 920 · 923 · 924 · 930 · 932 · 933 · 934 · 935 · 936 · 937 · 939 · 943 · 944 · 945 · 946 · 947 · 948 · 949 · 950 · 951 · 952 · 953 · 954 · 956 · 957 · 958 · 959 · 960 · 961 · 962 · 963 · 964 · 965 · 966 · 967 · 968 · 970 · 971 · 972 · 973 · 974 · 975 · 978 · 979 ·  980 · 981 · 984 · 985 · 986 · 987 · 988 · 989 · 990 · 991 · 992 · 993 · 994 · 995 · 996 · 997 · 998 · 999 · >>>
Brugnummers  902, 903, 910, 911, 920, 921, 922, 925, 926, 927, 928, 929, 931, 937, 938, 940, 941, 942, 955, 969, 976, 977, 982, 983 zijn niet (meer) vergeven.